# Trézény
Trézény é uma comuna francesa na região administrativa da Bretanha, no departamento Côtes-d'Armor. Estende-se por uma área de 3,23 km². Em 2010 a comuna tinha 362 habitantes (densidade: 112,1 hab./km²).